# سید قشلاق
سید قشلاق (به لاتین: Seyidqışlaq) یک منطقه مسکونی در جمهوری آذربایجان است که در شهرستان قبله واقع شده است. سید قشلاق ۴۸۸ نفر جمعیت دارد.